# St. Andreas (Andermannsdorf)

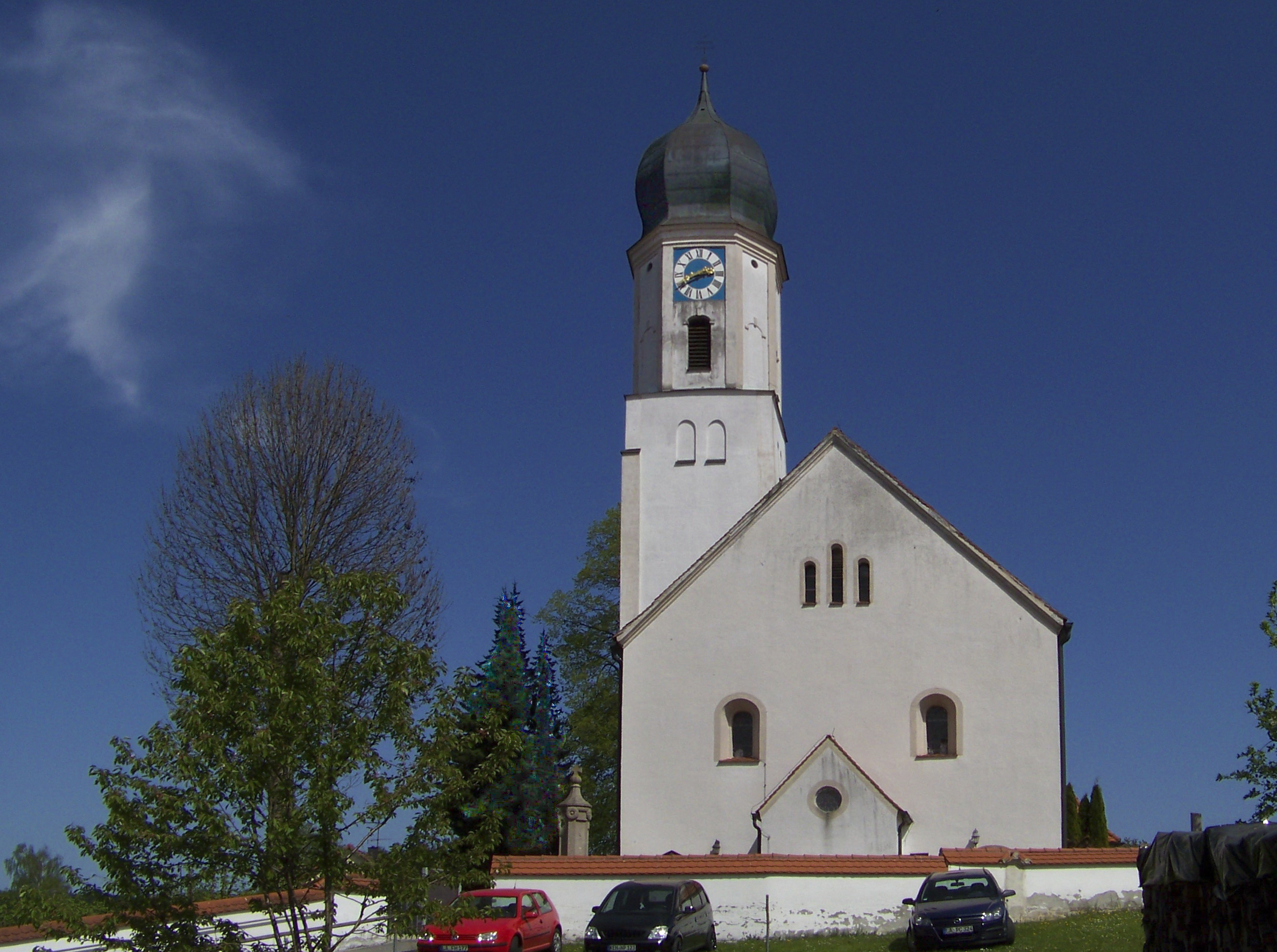
Außenansicht der Pfarrkirche St. Andreas von Westen

Die römisch-katholische Pfarrkirche St. Andreas in Andermannsdorf, einem Ortsteil der Gemeinde Hohenthann im niederbayerischen Landkreis Landshut, ist eine im Kern spätromanische Saalkirche des 13. Jahrhunderts, die 1687 barockisiert wurde. Das Gotteshaus ist dem Patrozinium des heiligen Andreas (Gedenktag: 30. November) unterstellt. Es ist als Baudenkmal mit der Nummer D-2-74-141-8 beim Bayerischen Landesamt für Denkmalpflege eingetragen. Die Pfarrei St. Andreas in Andermannsdorf mit der Nebenkirche St. Martin in Gatzkofen wird seit 2009 seelsorgerisch von der Pfarrei St. Laurentius in Hohenthann aus betreut.

## Geschichte
Andermannsdorf wurde vermutlich 1235 anstelle von Gatzkofen zum Pfarrsitz, als die Burg Kirchberg an die bayerischen Herzöge fiel. In der zweiten Hälfte des 13. Jahrhunderts gelangte Andermannsdorf dann an das Kollegiatstift St. Kastulus in Moosburg. Am 3. März 1347 schenkte Herzog Ludwig der Bayer das Patronatsrecht auf die Pfarrei Andermannsdorf an seine Schlosskapelle zu Landshut.
Die Kirche ist eine spätromanische Anlage, die vermutlich auf die zweite Hälfte des 13. Jahrhunderts zurückgeht. Das Kirchenschiff wurde vermutlich 1687 um ein Joch nach Westen verlängert und barock umgestaltet. Auch der Turmoberbau und die Sakristei sind barock. 1896 wurde die Kirche renoviert und erhielt eine neuromanische Ausstattung, die Mitte des 20. Jahrhunderts wieder entfernt und durch die heutige Ausstattung ersetzt wurde.

## Architektur

### Außenbau
Die Saalkirche umfasst einen eingezogenen Chor mit einem Joch und ein dreijochiges Langhaus, wobei das westliche Joch im Zuge des Barockumbaus ergänzt wurde. Chor und Langhaus sind unter einem gemeinsamen Satteldach vereinigt. Der spätromanische Teil der Kirche weist eine einheitliche Mauerstärke von 1,57 Meter auf, was für die Erbauungszeit typisch ist und den gedrungenen, wehrhaften Charakters des Baus unterstreicht. Der verputzte Backsteinbau ist ohne Sockel und Gliederung ausgeführt, die Fensteröffnungen sind rundbogig verändert. Das ehemalige Rundbogenportal auf der Nordseite ist zugesetzt. Stattdessen bildet heute das barocke Westportal den einzigen Zugang zum Innenraum, geschützt durch ein modernes Vorzeichen.
Im Winkel zwischen Chor und Langhaus ist südlich die barocke Sakristei angebaut, die eine Lisenengliederung aufweist. Nördlich an den Chor ist der Turm angebaut. Der spätromanische, annähernd quadratische Unterbau weist äußerlich keine Geschossgliederung auf. Er ist im oberen Drittel an der Ost-, Süd- und Nordseite mit einem spätromanischen Rundbogenfries verziert. Die alten, gekuppelten Schallöffnungen sind noch heute als Rundbogenblenden zu sehen. Wie die Sakristei wird der Turmoberbau von Lisenen gegliedert. Der barocke Oberbau ist achtseitig und weist in der unteren Hälfte abwechselnd rundbogige Schallöffnungen und Rundbogenblenden auf. Darüber befindet sich auf der Nord-, West- und Ostseite je ein Ziffernblatt der Turmuhr. Den oberen Abschluss bildet eine leicht eingeschnürte Zwiebelkuppel.

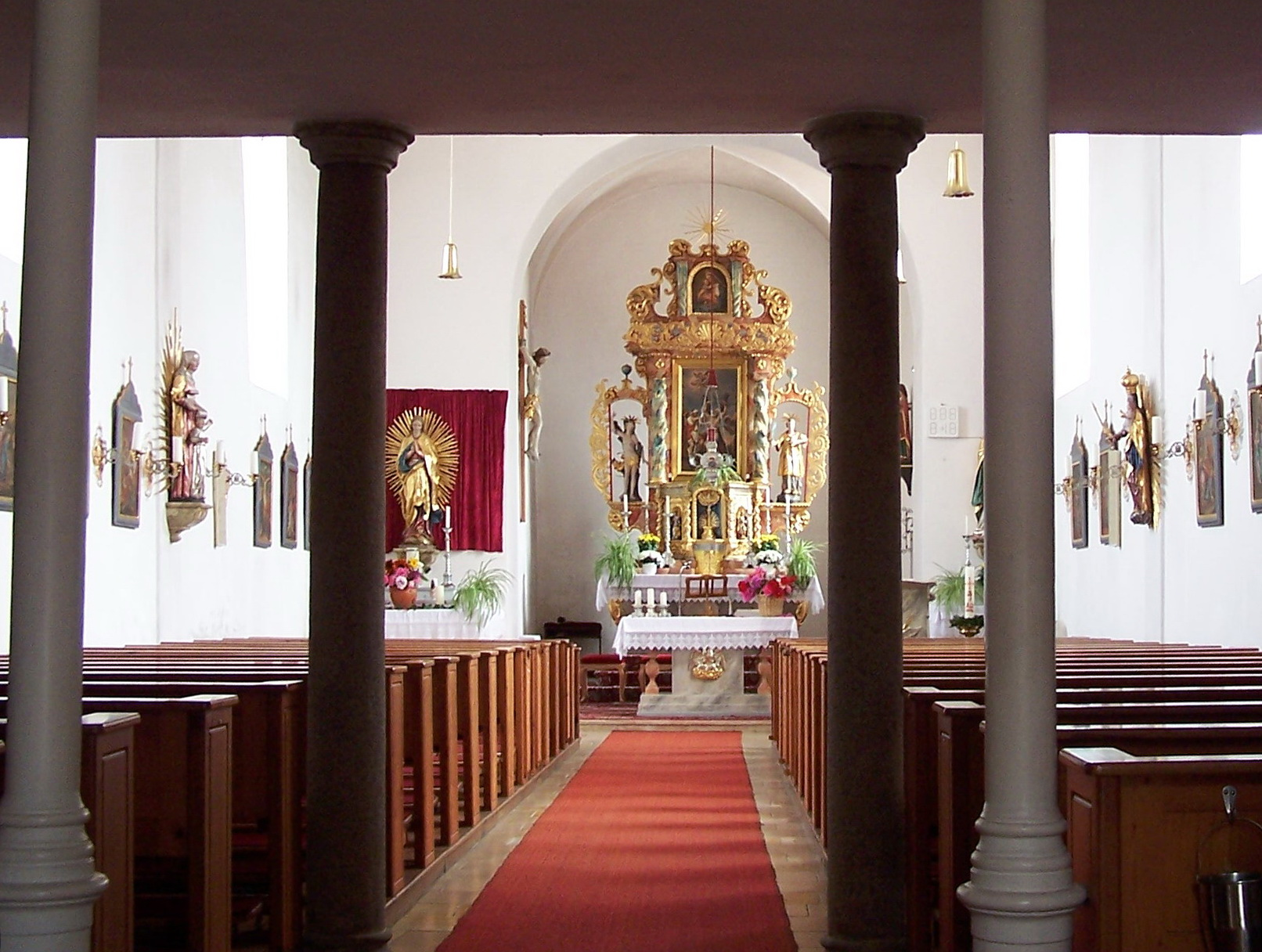
Innenraum

### Innenraum
Chor und Langhaus werden von einem barocken Kreuzgewölbe überspannt, wobei die Jochtrennung im Langhaus mit Gurtbögen erfolgt. Die Wände sind durch Pilaster gegliedert. Den Übergang zwischen Chor und Langhaus vermittelt ein rundbogig veränderter Chorbogen. Im rückwärtigen Langhausjoch ist eine Orgelempore eingezogen. In der Sakristei befindet sich wiederum ein barockes Kreuzgewölbe. In der Mauerstärke zwischen Chor und Turm ist ein Zwischenraum zu finden. Dieser lässt darauf schließen, dass hier früher der Treppenaufgang zu den Obergeschossen des Turmes angeordnet war.